# Сапала
Сапа́ла (ісп. Zapala) — місто на півночі аргентинської Патагонії, в центрі провінції Неукен, за 182 км від столиці провінції. Адміністративний центр однойменного департаменту. Розташовано на висоті 1050 м над рівнем моря.
Статус міста отримала у 1913 році. Нині є важливим економічним, транспортним і культурним центром провінції. Саме звідси починаються багато туристичних маршрутів аргентинської Патагонії. Містом пролягають національні автомагістралі № 22 й № 40, тут же сходяться шосе провінційного значення № 13, № 14, № 16 й № 46.
Основні галузі промисловості — гірнича, а також виробництво цементу й негашеного вапна. У місті розташований престижний Музей мінералогії ім. професора Олсахера.

## Назва
Назва міста й департаменту — Сапала (ісп. Zapala) — походить, імовірно, від арауканського слова «чападла», що означає «мертве болото»

## Фізико-географічні характеристики
Місто розташовано на базальтовому плато в передандській Патагонії. Північний кордон муніципального округу проходить по плато, що височіє над долиною річки Ковунко. Західний і північно-західний кордони географічно важко визначити, оскільки вони проходять широкою безводною рівниною, порослою рідкою рослинністю. Східний та південний кордони департаменту складають західний край плато Барда Негра і каньйон Санто-Домінго. Найвищі точки місцевості — гірські масиви Чачіль (2800 м) і Кансіно (1811 м). Найближча до міста річка — Ковунко (17 км). Місцеві ґрунти — пустельного типу, глино-кам'янисті.
|                             | Чос-Малаль (196 км)        |                       |                 |
| Лонкопуе (120 км)           | Маріано-Морено (20 км)     | Бута-Ранкіль (279 км) |                 |
| Лас-Лахас (50 км)           |                            | Аньєло (151 км)       |                 |
| Вілья-Пеуенія (140 км)      |                            | Кутраль-Ко (58 км)    | Неукен (182 км) |
| Алуміне (90 км)             | Пьєдра-дель-Агіла (205 км) | Пікун-Леуфу (150 км)  |                 |
| Хунін-де-лос-Андес (205 км) |                            |                       |                 |

Клімат посушливий, оскільки Анди стримують вологі вітри, що дують з Тихого океану. Ландшафт напівпустельного типу.
У серпні та жовтні з заходу та південного заходу дмуть сильні вітри. Середня швидкість — 45 км/год. Швидкість вітру в регіоні може сягати 120 км/год.
Зими помірно холодні, з опадами переважно у вигляді снігу. Упродовж літа середня денна температура становить близько 25 °C, взимку — близько 6 °C. У травні та у вересні опади становлять 200—300 мм.

## Історія
Першими жителями регіону були індіанці пеуенче та мапуче. З 1860 року стартували перші військові розвідувальні експедиції генералів Хуліо Рока і Конрадо Вільєгаса до регіону. Після військової кампанії «Завоювання пустелі» в регіоні з'явились колонії. У 1913 році місто з'єднала зі столицею провінції — містом Неукен — та зі східною Аргентиною залізниця, яка нині має назву Залізниця Хуліо Рока). Перший потяг прибув на станцію Сапала наступного року.
Поява залізниці сприяла розвитку міста як транспортного вузла й центра торгівлі. У Сапалі почалось виробництво шкіри й вовни. Завдяки залізниці місто змогло постачати ці продукти до великих міст.
Велика хвиля імміграції прибула на початку XX століття. Більшість іммігрантів були з Чилі, Італії, Сирії, Лівану, а також з інших аргентинських провінцій. У 1914 році було відкрито пошту й телеграф. Першу муніципальну раду було організовано 20 лютого 1920 року.
У період 1935—1945 років у місті було збудовано казарми Ковунко-Абахо, десятого гірського піхотного полку, а також гарнізон аргентинської армії, в якому розміщувався четвертий кавалерійський полк.
Донині Сапала є крупним центром в Неукені.

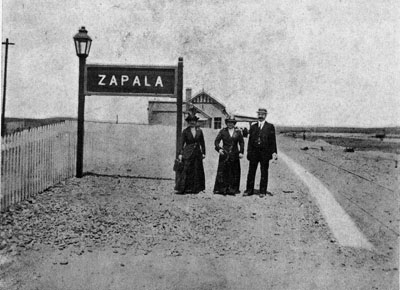
День відкриття вокзалу Сапали
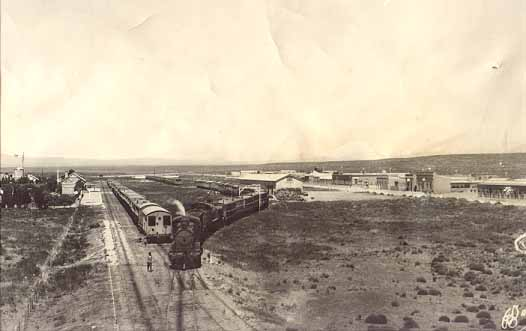
Вокзал Сапали у 1915 році
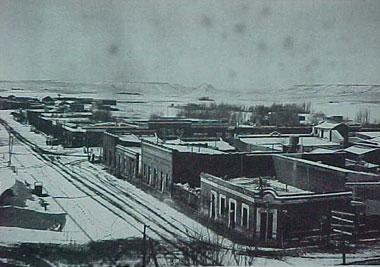
Вид на Сапалу на початку XX століття

## Населення
За даними першого перепису населення, який було здійснено у 1920 році, в Сапалі проживав 971 чоловік. Відповідно до даних перепису 1926 року, кількість жителів подвоїлась і склала 1817 чоловік. У 1991 році в Сапалі проживало вже 31167 чоловік, а до 2001 року кількість населення збільшилась до 35806 жителів. За даними перепису 2010 року, кількість населення Сапали становить 36549 чоловік.

## Транспорт

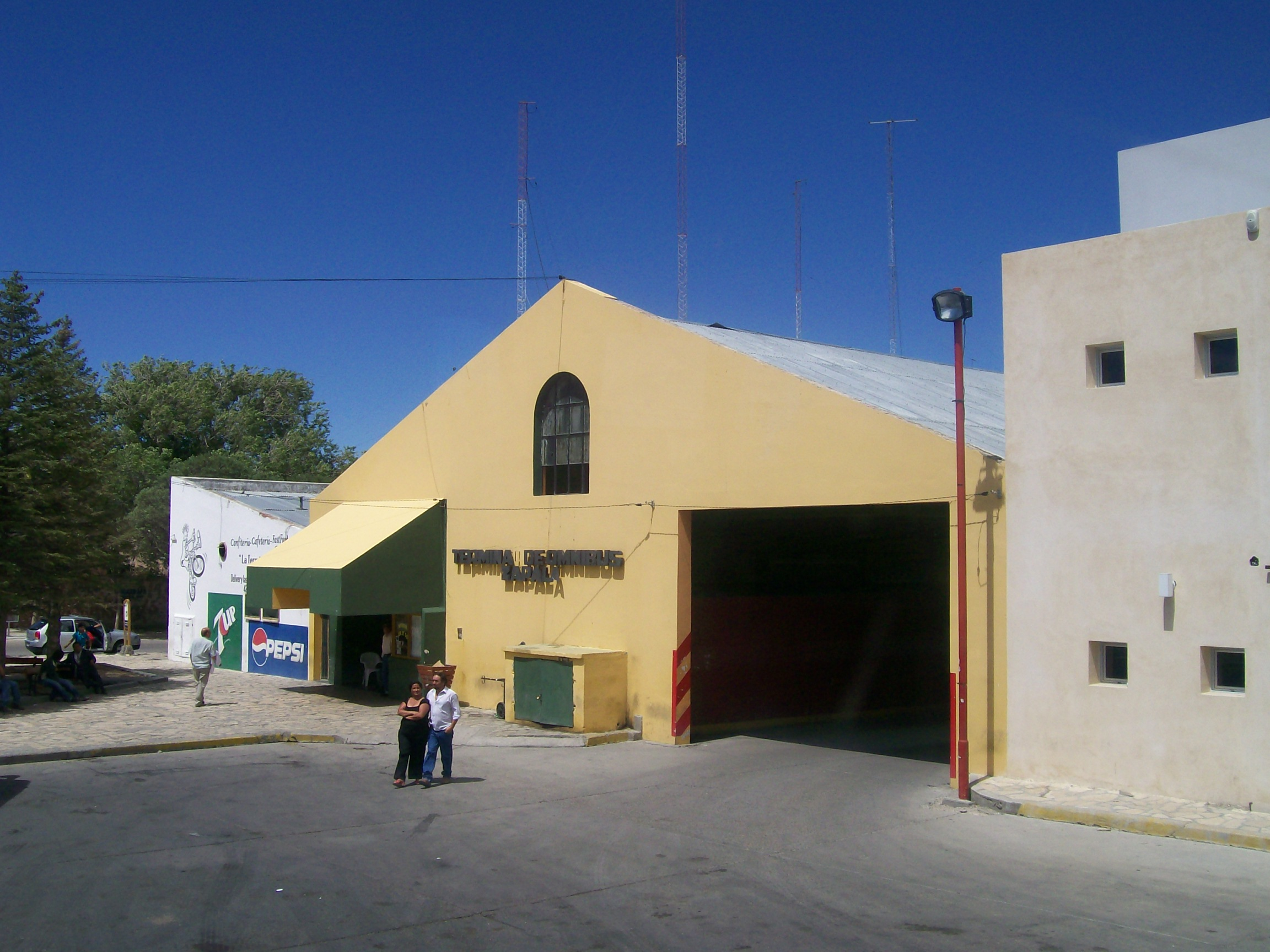
Міська автобусна станція

Сапала знаходиться за 182 км на захід від Неукена. Місто є найбільшим транспортним вузлом провінції й точкою відправлення до багатьох туристичних об'єктів аргентинської Патагонії. Залізниця поєднує Неукен з прикордонними постами з Чилі приблизно за 150 км від міста. На північ та південь містом проходить Національна магістраль № 40.

### Автомобільний
Через Сапалу проходять дві національні автомагістралі: № 22, яка поєднує місто з Неукеном на схід та з Чилі через перехід Піно-Ачадо на захід; і № 40, яка починається у Кабо-Віргенесі (провінція Санта-Крус) і закінчується у Ла-К'яка (провінція Жужуй). Вона веде до Чос-Малаля на північ і до Хунін-де-лос-Андеса на південь. У місті починаються провінційні автомагістралі № 13, № 14, № 16 і № 46, з яких перша веде на схід до Чилі, проходячи туристичними пунктами Прімерос-Пінос та Вілья-Пеуенні.

### Залізничний

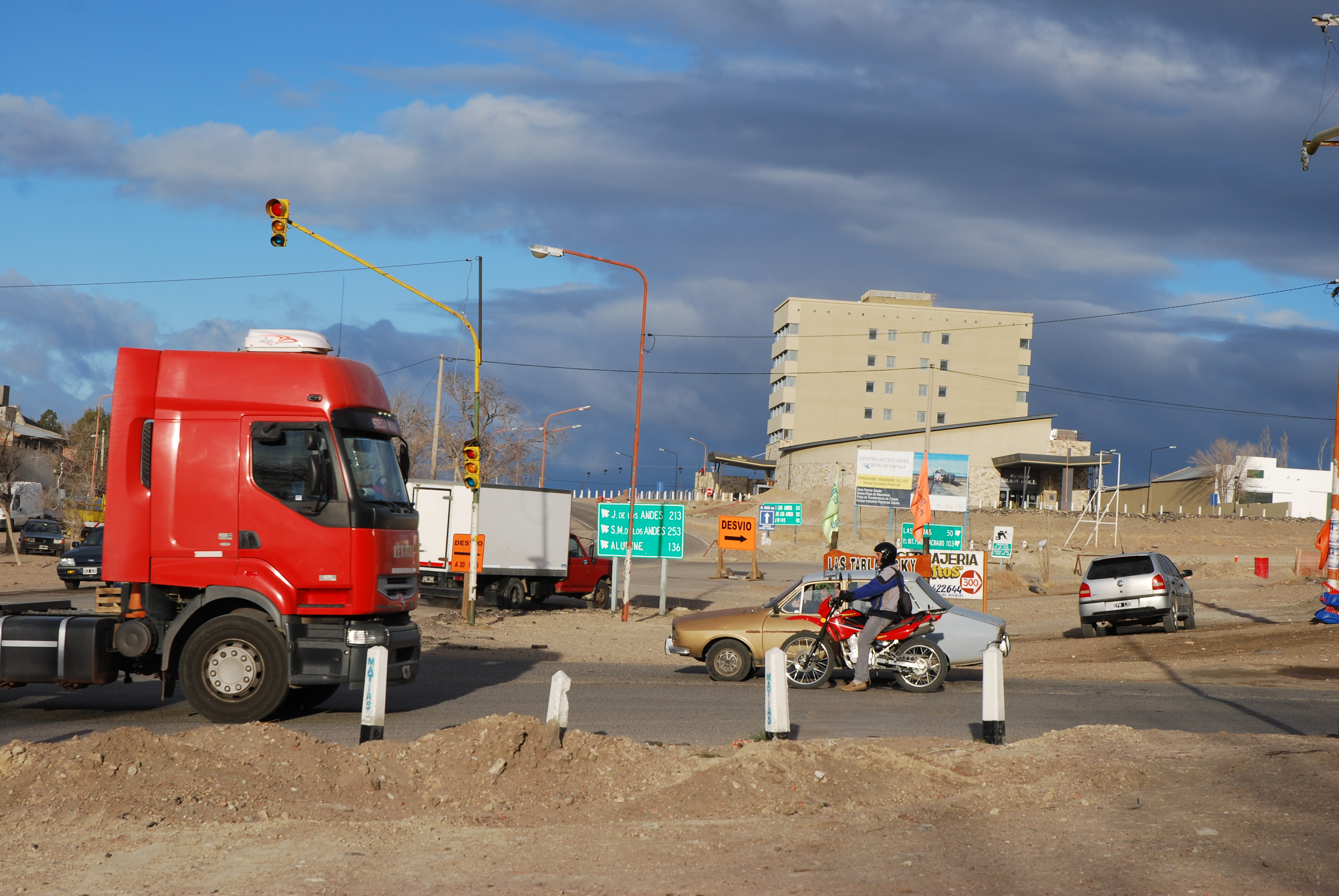
Східний вхід до міста

Після націоналізації аргентинської залізниці у 1948 році національна компанія Ferrocarril Roca придбала залізницю компанії Ferrocarril del Sud. Потім залізницю було перекуплено у 1993 році компанією Ferrosur Roca. Вокзал — остання станція лінії, що виходить з Байа-Бланки, а потім з Неукена. Продовження лінії до Чилі було припинено у 1920-их роках. У 2006 році пропонувалось відновити будівництво. Провінційний уряд ініціював будівництво залізниці з Сапали, але внаслідок дезактивації лінії у місті Лонгімай (Чилі), проект знову було призупинено. Через видатки на будівництво провінція залізла у борги майже на 190 мільйонів песо.

### Повітряний
У Сапалі працює місцевий аеропорт Віце-коммодор Олеца. (38°58′31″ пд. ш. 070°06′48″ зх. д. / 38.97528° пд. ш. 70.11333° зх. д.)

## Економіка
Місто — крупний культурний, транспортний та діловий центр однойменного департаменту. Займає 3-є місце у провінції Неукен за економічною важливістю.
Найважливіші галузі виробництва — гірнича справа, тваринництво, а також виробництво цементу й вапна.
Серед місцевих економічно активних галузей можна виділити сільськогосподарський сектор, лісне господарство, а також туризм.. Через велику кількість сухопутного транспорту місто стало транспортним вузлом. Товари, доставлені залізницею, відправляються вантажівками до Чилі або у різні точки Аргентини.

## Політика
Сапала є адміністративним центром однойменного департаменту. У місті розміщуються філії важливих державних установ, таких як банки Насьйон та Провінсії дель Неукен, головного управління гірничої справи, провінційного та федерального суду.
У Сапалі народився співзасновник політичної партії Movimiento Popular Neuquino Амадо Сапах, який керував містом упродовж 5 термінів. У 2011 році Марія Мартінес з партії Frente Grande перемогла колишнього мера з партії Movimiento Popular Neuquino Едгардо Сапаха на виборах і стала першою жінкою-мером міста.

## Пам'ятки

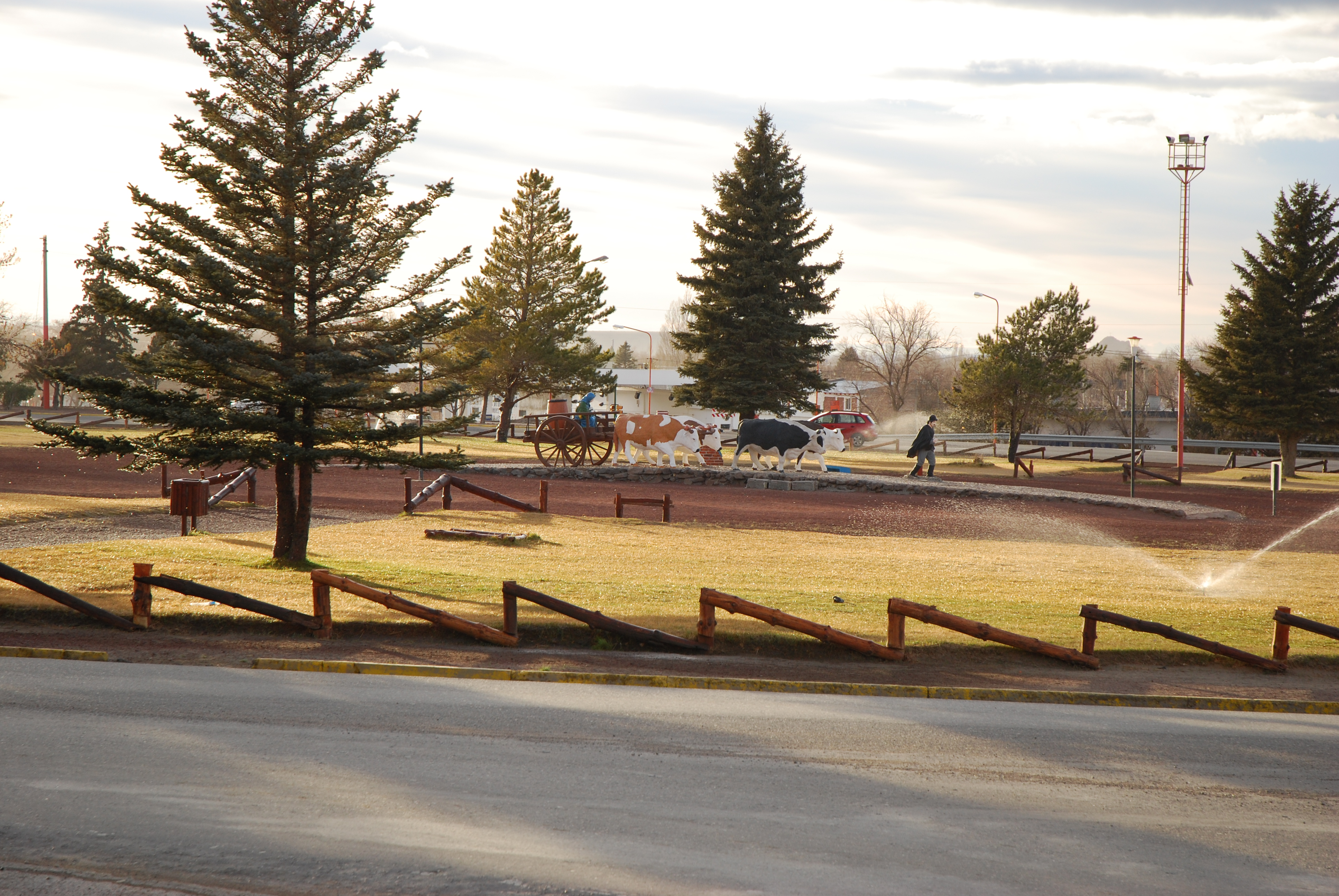
Центральна ротонда і пам'ятник першим жителям

Музей мінералогії імені професора Олсахера було відкрито 24 травня 1969 року. В музеї виставлена колекція з 2003 видів мінералів, петрологічна колекція, ювелірні вироби, які належали мінералогу Хуану Олсахеру, а також палеонтологічні експонати. Після п'тирічної реконструкції та інвестицій у розмірі 2 мільйони песо музей було знову відкрито для відвідувачів у 2009 році.
Історичний музей міста. Було відкрито 15 липня 2005 року. Музей відображає історію регіону. У ньому представлені предмети побуту перших жителів, а також документи й фото.
Кінотеатр «Дон Амадо Сапах». Найбільший кінотеатр у провінції. У ньому не лише демонструють фільми, але й проводяться концерти і театральні спектаклі. Кінотеатр було названо на честь засновника провінційної політичної партії Movimiento Popular Neuquino, Амадо Сапаха.

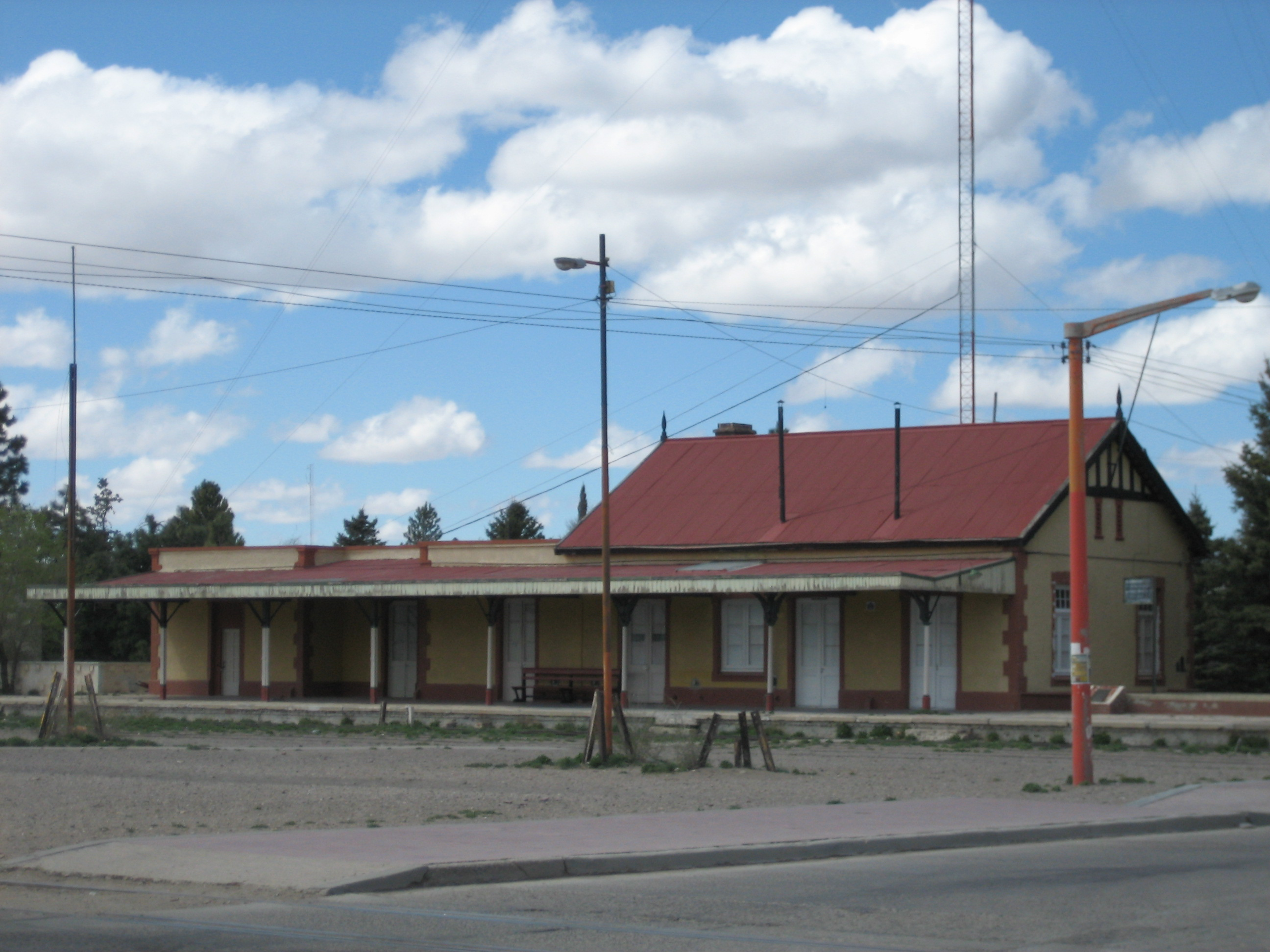
Залізнична станція Сапали

Сільськогосподарський ремісничий ярмарок «Трабум-Рука»: працює наприкінці тижня у володінні «Трабум-Рука», на перетині національної магістралі № 22 та вулиці Нуеве-де-Хуліо. На ярмарку продаються місцеві ремісничі товари, серед яких дерев'яні та кам'яні вироби, традиційні страви місцевої кухні, шоколад та лікери. Влітку проходять музичні спектаклі за участі місцевих і провінційних акторів.
Пам'ятками архітектури є фасад будинку англійської родини Траннаків, естансія Сапала й залізнична станція, які є зразками стилю архітектури кінця XIX й початку XX століть.
Серед регулярних заходів, які щорічно проходять у місті слід відзначити ярмарок виробників та ремісників (з 2007 року, у березні), ярмарок книги (у червні), день міста (12 липня), танцювальний вечір весни (у вересні), провінційну театральну зустріч (у жовтні).

## Туризм
Сапала — місто, розташоване неподалік від таких туристичних місць, як гідротермальний центр Кавіаує-Копаує департаменту Ньйоркінко, поселення Андакольйо та міста Лас-Овехас департаменту Мінас (на північ), міста Вілья Пеуенія на північному березі озера Алуміне, адміністративного центру однойменного департаменту (на захід), міст Хунін-де-Лос-Андес і Сан-Мартін-де-Лос-Андес на південь провінції та відомого міста Сан-Карлос-де-Барілоче у Ріо-Негро.
Найближчі туристичні маршрути: Озеро Ковунко є найближчою водоймою. Розташоване за 20 км від міста, на провінційній магістралі № 14. На його березі розташовано селище Маріано-Морено. Його долина забарвлена яскравим зеленим кольором. Озеро є популярним курортом. За 500 метрів від Маріано-Морено, на березі працює береговий комплекс, що складається з муніципального курорту і набережної, відкритих для туристів.
Національний парк «Лагуна Бланка»: площею у 11200 гектарів знаходиться за 30 км від Сапали. Було відкрито у 1940-их роках для захисту місцевої екосистеми. Є важливим місцем гніздівлі чорношийних лебедів. Екорегіон є пат агонічним степом. Парк розташований між конічними пагорбами. У ньому були виявлені такі археологічні знахідки, як поховання та кам'яне знаряддя індіанців мапуче, які проживали у цьому регіоні.
Гірськолижний курорт Прімерос-Пінос розташований за 50 км від Сапали на провінційній магістралі № 13, приваблює літнім курортом. Пейзаж являє гори з каналами, якими протікає джерельна вода. На території курорту знаходяться ліси араукарій. Курорт має площу 8 гектарів, придатних для лижного спорту. Розташований на висоті 1800 метрів над рівнем моря. Серед видів спорту, що пропонуються — сноуборд, гірськолижний спорт тощо.

## Охорона здоров'я
Внаслідок розміщення на перетині магістралей лікарня Сапали є головною для третього й четвертого регіонів санітарної системи провінції. У місті розміщений другий санітарний регіон, який включає західний сектор провінції. У місті працюють клініки Сапала, Росалес та Уіка-Лауен, а також приватні консультації.

## Видатні постаті
- Артуро Траннак — засновник міста.
- Крістіан Габріель Коломбо — колишній прем'єр-міністр Аргентини
- Феліпе Сапах, Хорхе Сапах — губернатори провінції Неукен.
- Карлос Сапах — підприємець.
- Рауль ді Бласіо — музикант.